# سازمان فرودگاه‌های پرتغال
سازمان فرودگاه‌های پرتغال (انگلیسی: Aeroportos e Segurança Aérea) شرکت ترابری پرتغالی است، که در سال ۱۹۸۴ تأسیس شد.